# Euphorbia radians
Euphorbia radians Benth. es una especie de fanerógama perteneciente a la familia de las euforbiáceas. 

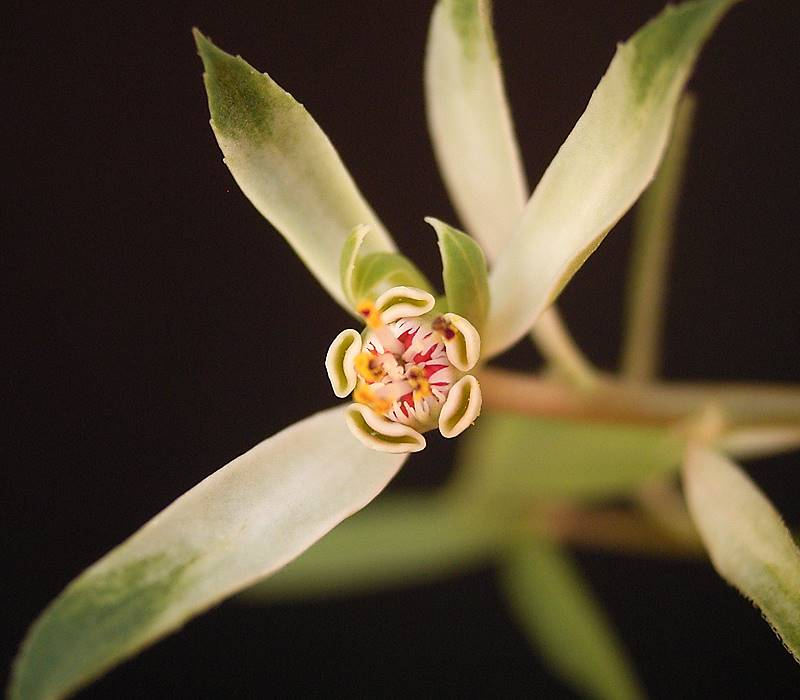
Ciatio.

## Distribución
Es nativa de Estados Unidos en Arizona, Texas y México.

## Descripción
Es una planta herbácea perenne, erecta al menos en las puntas de las ramas. Alcanza un tamaño de 3 a 25 cm de alto. El tallo es simple o ramificado desde la base, a veces con pelos recostados sobre la superficie. Las hojas son alternas, sésiles o sobre un corto pecíolo, de forma variable, generalmente con pelos recostados sobre su superficie. Prácticamente no se presentan hojas cuando aparecen las inflorescencias. En estas las flores se encuentran agrupadas en la punta de los tallos y rodeadas por brácteas blancas a rojizas que varían en tamaño.
Las flores de estas plantas se encuentran muy modificadas, la estructura que parece una flor, es decir la que lleva el ovario y los estambres, es en realidad una inflorescencia llamada ciatio, que en su interior lleva numerosas flores masculinas (representadas exclusivamente por estambres desnudos) y una flor femenina (representada por un ovario con 3 estilos cuyas puntas se parten en 2 ramas, el ovario sobre una larga columna); estos ciatios de hasta 4 mm de largo son globosos, con dientes en el borde superior, por entre los que asoman los estambres y el ovario, ligeramente debajo de los dientes se encuentran de 1 a 6 grandes glándulas en forma de copa.  El fruto es una cápsula trilobada, sin pelos, que cuelga del ciatio, al madurar se separa en 3 partes y cada una se abre para dejar salir su única semilla, éstas cenicientas, ovoides, picudas en el ápice, con la superficie cubierta de protuberancias y depresiones dispuestas en forma irregular. La raíz es tuberosa, a veces muy engrosada, generalmente bastante más larga que la parte aérea de la planta.

## Taxonomía
Euphorbia radians fue descrita por George Bentham y publicado en Records of the Albany Museum 4: 93. 1931.
Etimología
Euphorbia: nombre genérico que deriva del médico griego del rey Juba II de Mauritania (52 a 50 a. C. - 23), Euphorbus, en su honor – o en alusión a su gran vientre –  ya que usaba médicamente Euphorbia resinifera. En 1753 Carlos Linneo asignó el nombre a todo el género.
radians: epíteto latino que significa "que irradia al exterior".
Variedades
- Euphorbia radians var. radians
- Euphorbia radians var. stormiae (Croizat) Rzed. & S.Calderón 1988

Sinonimia
| - Poinsettia radians (Benth.) Klotzsch & Garcke (1859). |